# Rhodocollybia
Rhodocollybia là một chi nấm trong họ Marasmiaceae, thuộc bộ Agaricales.

## Miêu tả
Mũ nấm trong chi này tương đối lớn, đường kính thường hơn 5 cm, mũ hơi lồi và sẽ phẳng dần theo thời gian, vùng giữa mũ có những cục nhỏ. Cuống nấm dài và dày cùi, chiều dài thường hơn 7 cm và đường kính thân dày tối thiểu 0,5 cm; cuống nấm màu trắng hoặc cùng màu với lá tia.

## Danh sách các loài
- Rhodocollybia amica[2]
- Rhodocollybia antioquiana[2]
- Rhodocollybia badiialba

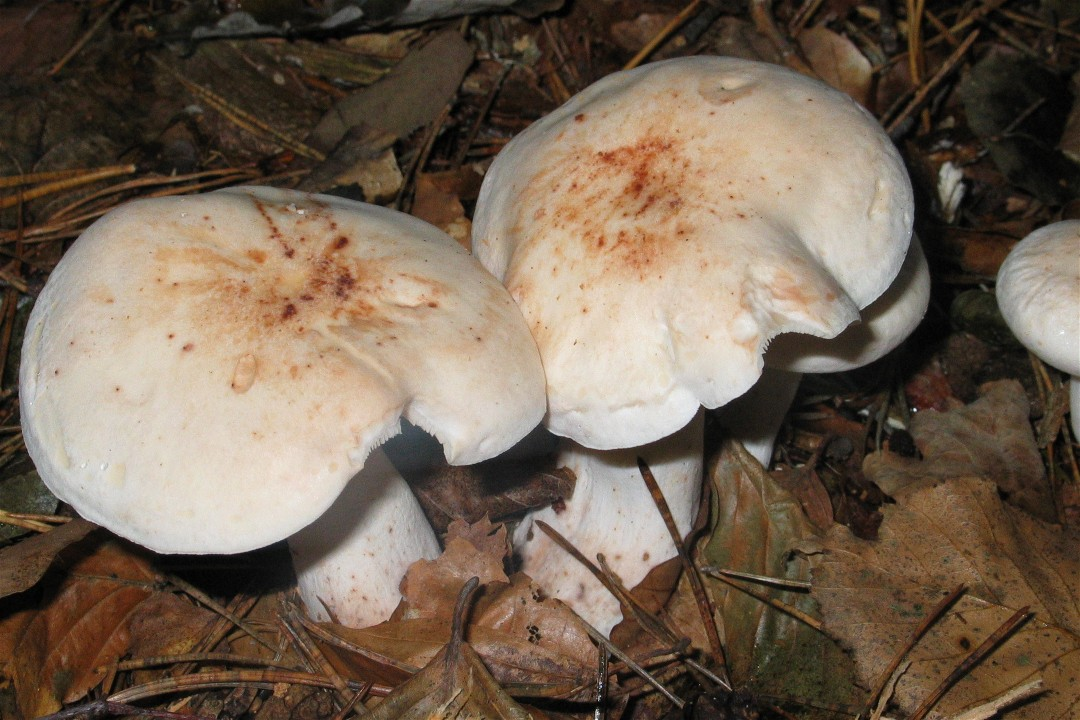
Nấm R. maculata

- Rhodocollybia butyracea (tên gọi thông thường: Buttery Collybia)
- Rhodocollybia distorta
- Rhodocollybia dotae[2]
- Rhodocollybia extuberans
- Rhodocollybia filamentosa
- Rhodocollybia fodiens
- Rhodocollybia fusipes (= Gymnopus fusipes)
- Rhodocollybia giselae

tìm thấy ở khu vực Địa trung hải của châu Âu (Ý và Pháp).
- Rhodocollybia incarnata[4]
- Rhodocollybia laulaha
- Rhodocollybia lentinoides
- Rhodocollybia lignitilis[2]
- Rhodocollybia longispora
- Rhodocollybia maculata (tên gọi thông thường: Spotted Toughshank)
- Rhodocollybia meridana
- Rhodocollybia monticola[2]
- Rhodocollybia oregonensis
- Rhodocollybia pandipes[2]
- Rhodocollybia popayanica[5]
- Rhodocollybia prolixa
- Rhodocollybia sleumeri[5]
- Rhodocollybia spissa
- Rhodocollybia stenosperma
- Rhodocollybia subnigra
- Rhodocollybia subsulcatipes
- Rhodocollybia tablensis[2]
- Rhodocollybia turpis

Đường kính mũ nấm từ 8 đến 11 cm, màu vàng sáng, khi lớn chuyển sang màu cam nhạt điểm nâu. Nấm được tìm thấy ở Colombia.
- Rhodocollybia unakensis

## Tìm hiểu thêm
- Bas, C., Kyper, T.W., Noordeloos, M.E. & Vellinga, E.C. (1995). Flora Agaricina Neerlandica—Critical monographs on the families of agarics and boleti occurring in the Netherlands. Volume 3. Tricholomataceae. A. A. Balkema: Rotterdam, Netherlands. 183 p.
- Halling, R.E. (1983). The Genus Collybia (Agaricales) in the Northeastern United States and Adjacent Canada. J. Cramer: Braunschweig, Germany. 148 p.
- Desjardin, D. E., R. E. Halling & D. E. Hemmes (1999). Agaricales of the Hawaiian Islands. 5. The genera Rhodocollybia and Gymnopus. Mycologia 91